# Werthaltigkeitstest
Der Werthaltigkeitstest (englisch impairment test) ist ein Test zur Bewertung des Anlagevermögens. Die Bilanzierungsvorschriften US-GAAP und IFRS verlangen eine periodische Beurteilung einer möglichen Wertbeeinträchtigung. Ziel ist, dass die Aktiva nicht höher als ihr erzielbarer Wert (englisch recoverable amount) bilanziert werden.

## Einstufiger Test nach IAS/IFRS
Der Werthaltigkeitstest ist in IAS 36 geregelt. Ein Werthaltigkeitstest wird grundsätzlich für jeden Vermögensgegenstand durchgeführt, sobald sich interne oder externe Anzeichen einer Wertminderung nach IAS 36.12 ergeben. Ausgenommen von dieser Regelung sind Vermögensgegenstände, die in den Geltungsbereich anderer IFRS-Vorschriften fallen. Diese sind explizit in IAS 2 genannt und haben eigene Vorschriften für einen Werthaltigkeitstest. Für immaterielle und noch nicht nutzungsbereite immaterielle Vermögensgegenstände, sowie für den Geschäfts- oder Firmenwert muss zwingend ein jährlicher Werthaltigkeitstest durchgeführt werden, auch wenn keine Anzeichen einer Wertminderung vorliegen.
Hierbei wird geprüft, ob der Buchwert über dem erzielbaren Betrag (recoverable amount) liegt. Unter dem erzielbaren Betrag versteht man hierbei den höheren Wert aus Nettoveräußerungspreis und Nutzungswert. Die Differenz ist der Abschreibungsbetrag. Dieser Betrag, um den der Buchwert den erzielbaren Betrag (das ist der höhere Wert aus beizulegendem Zeitwert abzüglich Verkaufskosten und dem Nutzungswert, der sich aus den abgezinsten Cashflows ergibt) übersteigt, führt zu einem Wertminderungsaufwand (IAS 36.59).

## Zweistufiger Test unter US-GAAP
Der Werthaltigkeitstest ist in SFAS 142 geregelt.
In der ersten Stufe wird der Fair Value des Objektes bestimmt und mit dem Buchwert des Objektes verglichen. Ist der Fair Value niedriger als der Buchwert, so wird die zweite Stufe des Tests durchgeführt. Hier wird die Höhe der Differenz bestimmt. Die positive Differenz ist der Abschreibungsbetrag.